# Univerzitet Al Karauin
Univerzitet Al-Karouin ili Al-Qarawiyyin (arap. جامعة القرويين; berberski: ⵜⵉⵎⵣⴳⵉⴷⴰ ⵏ ⵍⵇⴰⵕⴰⵡⵉⵢⵢⵉⵏ; fr. Université Al Quaraouiyine) (ostale transliteracije uključuju Qarawiyin, Kairouyine, Kairaouine, Qairawiyin, Qaraouyine, Quaraouiyine, Quarawin i Qaraouiyn) je univerzitet u marokanskom gradu Fes osnovan 859. Bio je i još uvek predstavlja jedno od glavnih duhovnih i obrazovnih središta muslimanskog sveta.
Al-Karouin je igrao važnu ulogu u razvoju kulturnih i akademskih odnosa između islamskog sveta i Evrope u srednjem veku. Kartograf Muhamed el Idrisi (u. 1166), čije su karte pomogle evropskim istraživačima u doba renesanse je živeo neko vreme u Fesu, zbog čega se pretpostavlja da je radio ili studirao na Al Karouinu. Univerzitet je proizveo brojne učenjake koji su snažno uticali na intelektualnu i akademsku istoriju među muslimanima i Jevrejima. Među njima su Ibn Rušajd el-Sabti (u. 1321), Mohamed el-Haj al-Abdari al-Fasi (u. 1336), Abu Imran al-Fasi (u. 1015), glavni teoretičar Maliki škole islamske pravne nake, Leo Africanus, poznati putnik i pisac te Mojsije Majmonid.
Al Karouin se od strane Ginisove knjige rekorda, Uneska i brojnih istoričara smatra jednim od najstarijih kontinuiranih univerziteta na svetu. Te se tvrdnje, međutim osporavaju istoričari koji smatraju da su srednevekovnih univerziteti u islamskom svetu i srednjevekovni evropski univerziteti bili bitno različite institucije sve do najnovijeg doba, te da su certifikati drugačijeg karaktera.
Godine 1947. je reorganizovan na način da odgovara većini modernih univerziteta u današnjem svetu.

## Istorija

### Osnivanje džamije
U 9. veku Fez je bio prestonica dinastije Idrisida, koja se smatrala prvom marokanskom islamskom državom. Prema jednom od glavnih ranih izvora o ovom periodu, Ravd al-Kirtas autora Ibn Abi Zara, al-Karauin je osnovala kao džamiju 857. ili 859. godine Fatima al-Fihri, kćerka bogatog trgovca po imenu Muhamed al-Fihri.‍:9‍:40 Porodica al-Fihri je migrirala iz Karauina (otuda naziv džamije), Tunis u Fez. početkom 9. veka, pridruživši se zajednici drugih migranata iz Karauina koji su se naselili u zapadnom delu grada. Fatima i njena sestra Marijam, obe su bile dobro obrazovane, i nasledile su veliku sumu novca od svog oca. Fatima se zaklela da će potrošiti čitavo svoje nasledstvo na izgradnju džamije pogodne za njenu zajednicu.‍:48–49 Slično tome, njena sestra Marijam je takođe poznata po tome da je iste godine osnovala džamiju al-Andalusijin.
Ovaj temeljni narativ doveden je u pitanje od strane nekih modernih istoričara koji smatraju da je simetrija dve sestre koje su osnovale dve najpoznatije džamije u Fezu previše prikladna i verovatno potiče iz legende.‍:42‍:48–49 Savremeni istoričari takođe smatraju da je Ibn Abi Zar relativno nepouzdan izvor. Jedan od najvećih izazova ovoj priči je natpis na temelju koji je ponovo otkriven tokom renoviranja džamije u 20. veku, a koji je vekovima bio sakriven ispod slojeva maltera. Ovaj natpis, urezan na pločama od kedrovog drveta i napisan kufskim pismom veoma sličnim natpisima temelja u Tunisu iz 9. veka, pronađen je na zidu iznad verovatnog mesta prvobitne mihrab džamije (pre kasnijih proširenja zgrade). Natpis, koji je snimio i dešifrovao Gaston Deverdun, proglašava osnivanje „ove džamije” (арап. "هذا المسجد") od strane Davuda ibn Idrisa (sina Idrisa II koji je vladao ovim regionom Maroka u to vreme) u Dhu al-Kadi 263. hidžretske godine (jul–avgust 877. godine). Deverdun je sugerisao da je natpis možda došao iz druge neidentifikovane džamije i da je premešten ovde u kasnijem periodu (verovatno u 15. ili 16. veku) kada je poštovanje Idrisida ponovo oživelo u Fesu, a takve relikvije bi imale dovoljno verskog značaja da bi se ponovo koristile na ovaj način. Međutim, Čafik Benčekroun je nedavno tvrdio da je verovatnije objašnjenje da je ovaj natpis originalni temeljni natpis samog al-Karauina i da je možda bio prikriven u 12. veku neposredno pre dolaska Almohada u grad. Na osnovu ovog dokaza i mnogih nedoumica u vezi sa Ibn Abi Zarovim narativom, on tvrdi da je Fatima al-Fihri vrlo verovatno legendarna ličnost, a ne istorijska.

## Literatura
- Tazi, Abdelhadi. جامع القرويين [The al-Qarawiyyin Mosque] (на језику: арапски).
- Terrasse, Henri (1968). La Mosquée al-Qaraouiyin à Fès; avec une étude de Gaston Deverdun sur les inscriptions historiques de la mosquée. Paris: Librairie C. Klincksieck.. (In French; mainly about architecture)
- Le Tourneau, Roger (1949). Fès avant le protectorat: étude économique et sociale d'une ville de l'occident musulman.. Casablanca: Société Marocaine de Librairie et d'Édition. (In French; contains detailed discussion of the institution's operations prior to the French colonial period; in particular, see p. 453 and after)
- Brentjes, Sonja (2018). Teaching and Learning the Sciences in Islamicate Societies (800-1700) (на језику: енглески). Turnhout, Belgium: Brepols. стр. 77—111. ISBN 9782503574455.
- Esplanada, Jerry E. (2009-07-20). "Mainstreaming Madrasa. The Philippine Daily Inquirer.", Приступљено 25. 11. 2010.
- Sultan Ali of Sawabi (2012). Madrasah Reform and State Power in Pakistan.
- Ali, Saleem H. Islam and Education: Conflict and Conformity in Pakistan's Madrassas. ISBN 978-0-19-547672-9. Архивирано из оригинала 05. 10. 2012. г., Oxford University Press, 2009.
- Evans, Alexander. „Understanding Madrasahs”. Foreign Affairs. Архивирано из оригинала 05. 01. 2009. г., Jan/Feb 2006.
- Malik, Jamal (ed.). Madrasas in South Asia: Teaching Terror?.. London and New York: Routledge, 2008.
- Malik, Jamal. (1996). Colonialization of Islam: Dissolution of Traditional Institutions in Pakistan.. New Delhi: Manohar Publications, and Lahore: Vanguard Ltd.,
- Rahman, Tariq (2004). Denizens of Alien Worlds: A Study of Education, Inequality and Polarization in Pakistan. Karachi: Oxford University Press. ISBN 978-0-19-597863-6.. Reprinted 2006. . Chapter on "Madrassas".
- Tanweer, Bilal. "Revisiting the Madrasa Question". The News International, 6 May 2007. About a talk given by Dr. Nomanul Haq (University of Pennsylvania) at the Lahore University of Management Sciences (LUMS), Pakistan.
- Ziad, Waleed. „"Madaris in Perspective"”. 27. 10. 2009. Архивирано из оригинала 27. 10. 2009. г. Приступљено 04. 11. 2022.. Reprinted from The News, March 21, 2004.

## Spoljašnje veze
- Al Qaraouiyine Rehabilitation at ArchNet (includes pictures of the interior, the minbar, and other architectural elements)
- Manar al-Athar Digital Photo Archive (includes pictures of the interior, including the mihrab area)
- The minbar of the al-Qarawīyīn Mosque at Qantara-Med (includes pictures of the minbar and the mihrab area)
- 360-degree view of the central nave of the mosque, in front of the mihrab, posted on Google Maps
- „Virtual tour of the Qarawiyyin Mosque”. Архивирано из оригинала 24. 09. 2022. г., 360-degree views of the mosque's interior34° 3′ 52″ N 4° 58′ 24″ W / 34.06444° С; 4.97333° З